# Карсовайське сільське поселення
Карсова́йське сільське поселення — колишнє муніципальне утворення в складі Балезінського району Удмуртії, Росія. Адміністративний центр — село Карсовай.
Розформоване 30 травня 2021 року законом Удмуртської Республіки за 17 травня 2021 року № 49-РЗ через переформування муніципального району на муніципальний округ.
Населення — 2228 осіб (2015; 2401 в 2012, 2482 в 2010).
До складу поселення входять такі населені пункти:
| Населений пункт     | Населення, осіб (2010) | Населення, осіб (2012) |
| ------------------- | ---------------------- | ---------------------- |
| Адам, присілок      | 54                     | 53                     |
| Андрієвці, присілок | 236                    | 229                    |
| Базани, присілок    | 185                    | 176                    |
| Васютенки, присілок | 113                    | 100                    |
| Карсовай, село      | 1652                   | 1605                   |
| Кіренки, присілок   | 20                     | 20                     |
| Коньково, присілок  | 3                      | 4                      |
| Максенки, присілок  | 13                     | 13                     |
| Марченки, присілок  | 69                     | 68                     |
| Мосени, присілок    | 39                     | 36                     |
| Мувир'яг, присілок  | 3                      | 4                      |
| Новосели, присілок  | 31                     | 32                     |
| Павлушата, присілок | 13                     | 12                     |
| Петровці, присілок  | 32                     | 32                     |
| Порошино, присілок  | 0                      | 0                      |
| Сєвер, присілок     | 0                      | 0                      |
| Чебани, присілок    | 19                     | 17                     |

В поселенні діють 2 школи (Андрієвці, Карсовай), школа мистецтв, центр дитячої творчості, 2 садочки (Базани, Карсовай), 3 бібліотеки, 3 клуби, лікарня та 3 фельдшерсько-акушерських пункти, комплексний центр соціального обслуговування населення. Серед підприємств працюють ТОВ «Росія», кооператив «Ріст», Балезинський лісгосп, дільниця «Глазов-газ».